# 409
409 (CDIX) fue un año común comenzado en viernes del calendario juliano, en vigor en aquella fecha.
En el Imperio romano, el año fue nombrado como el del consulado de Honorio y Teodosio, o menos comúnmente, como el 1162 Ab urbe condita, adquiriendo su denominación como 409 a principios de la Edad Media, al establecerse el anno Domini.

## Acontecimientos
- Los vándalos, alanos y suevos penetran en Hispania por los Pirineos. Los últimos se establecen en la provindia de la Gallaecia, al noroeste, mediante un foedus con Roma por el que se instituye la figura política de regnum (reino). Se considera el fin de la Hispania romana.[1]
- Hermerico es elegido rey de los suevos.